# Leptostomum densum
Leptostomum densum är en bladmossart som beskrevs av George Henry Kendrick Thwaites och Mitten 1873. Leptostomum densum ingår i släktet Leptostomum och familjen Bryaceae. Inga underarter finns listade i Catalogue of Life.